# Schinopsis balansae
Schinopsis balansae és una espècie d'arbre de fusta dura, la tercera fusta en duresa segons el test de Janka, és un tipus de quebratxo es troba al Gran Chaco de l'Argentina, i Paraguai. També a pareix al Pantanal del Brasil.
Pot arribar a fer 24 m d'alt.
L'any 1956 a l'Argentina va ser declarat Arbre forestal nacional"